# Zygmunt Wójcik (hokeista)
Zygmunt Wójcik (ur. 14 marca 1963 w Krynicy-Zdroju) – polski hokeista. W trakcie kariery zawodnik często określany pseudonimem Słoń.

## Życiorys i kariera
- KTH Krynica (1975-1989)
- Stal Sanok / STS Sanok (1989-)

Wychowanek KTH Krynica. Hokej uprawiał od 1975, jego trenerem był Józef Zieliński. Początkowo grał na pozycji napastnika, następnie jako obrońca. Przed sezonem II ligi 1989/1990 został zawodnikiem Stali Sanok. Został kapitanem tej drużyny, przekształconej w 1991 w STS Sanok. Pełnił tę funkcję m.in. w sezonie II ligi 1991/1992, z którym zdobył mistrzostwo tych rozgrywek i awans do I ligi.

## Osiągnięcia
Klubowe
- Awans do I ligi: 1992 z STS Sanok

Indywidualne
- II liga polska w hokeju na lodzie (1991/1992):
  - Drugie miejsce w klasyfikacji strzelców, asystentów i kanadyjskiej w drużynie STS w sezonie zasadniczym: 30 punktów (21 goli i 9 asyst)[9]

Wyróżnienia
- Nagroda Burmistrza Miasta Sanoka dla trenerów i działaczy sportowych (2012)[10][11]

## Inna działalność
W latach 90. prowadził drużynę juniorów młodszych oraz młodzików STS Sanok. W trakcie edycji I ligi 1998/1999, po zwolnieniu trenera Borisa Sinicyna objął obowiązki trenera zespołu seniorskiego STS, prowadząc go do końca sezonu.
Rozpoczął także występy w drużynie oldboyów hokejowych. Pod koniec 1998 z reprezentacją Polski wygrał turniej Mistrzostw Świata Weteranów w Klagenfurcie. W 2012 jako kapitan zdobył mistrzostwo Polski odlboyów w barwach połączonej drużyny Sanoka i Krynicy, której był wcześniejszym organizatorem.